# 애니멀 (2001년 영화)
《애니멀》(영어: The Animal)은 미국에서 제작된 루크 그린필드 감독의 2001년 코미디 영화이다. 롭 슈나이더 등이 출연하였고, 배리 버나디 등이 제작에 참여하였다.

## 출연진
- 롭 슈나이더
- 콜린 해스컬
- 존 C. 맥긴리
- 에드워드 애즈너
- 마이클 케이턴
- 루이 롬바디
- 가이 토리
- 스콧 윌슨
- 마이클 파퍼존
- 필립 대니얼 볼든
- 메건 테일러 하비
- 미치 홀러먼
- 프레드 스톨러
- 노엘 구글리에미
- 놈 맥도널드
- 애덤 샌들러
- 존 팔리
- 브리아나 브라운
- 클로리스 리치먼
- 해리 딘 스탠턴
- 찰리 스튜어트
- 톰 키시

## 기타 제작진
- 공동 제작: 톰 브레이디, 존 슈나이더
- 배역: 로저 머슨든, 트레이시 캐플런, 엘리자베스 보이케비치
- 미술: 앨런 어우
- 의상: 제임스 러피더스
- 음악 감독: 마이클 딜벡